# Chelonus latens
Chelonus latens är en stekelart som först beskrevs av Sterzyski 1997.  Chelonus latens ingår i släktet Chelonus och familjen bracksteklar. Inga underarter finns listade i Catalogue of Life.